# Hechtlmühle
Hechtlmühle ist ein Gemeindeteil des Marktes Moosbach im Landkreis Neustadt an der Waldnaab (Oberpfalz, Bayern).

## Geographische Lage
Die Einöde Hechtlmühle liegt an der Mündung des Loisbaches in die Pfreimd etwa zweieinhalb Kilometer nordöstlich von Moosbach.

## Geschichte
Die Hechtlmühle gehörte im 16. Jahrhundert den Landgrafen von Leuchtenberg und war kurfürstliches Lehen. Ihr Name kommt von Georg Höchtl, dem sie 1709 gehörte. Die Hechtlmühle war ab 1808 Teil des Steuerdistrikts Gröbenstädt, ab 1821 Teil der Gemeinde Gebhardsreuth, ab 1830 Teil der Gemeinde Gröbenstädt und ab 1971 gehörte sie zum Markt Moosbach.
Zum Stichtag 23. März 1913 (Osterfest) wurde Hechtlmühle als Teil der Pfarrei Moosbach mit einem Haus und drei Einwohnern aufgeführt.
Am 31. Dezember 1990 hatte Hechtlmühle zwei Einwohner und gehörte zur Pfarrei Moosbach.
Zum 31. Dezember 2012 wurde Hechtlmühle nicht mehr unter den bewohnten Gemeindeteilen von Moosbach aufgelistet.